# سوآتانانا
سوآتانانا (به لاتین: Soatanana) یک منطقهٔ مسکونی در ماداگاسکار است که در ایساندرا واقع شده‌است. سوآتانانا ۳۶٫۰۵ کیلومتر مربع مساحت و ۱۰٬۰۰۰ نفر جمعیت دارد و ۱٬۱۴۱ متر بالاتر از سطح دریا واقع شده‌است.